# Chapelle de Saint-Martin-la-Vallée
La chapelle de Saint-Martin-la-Vallée est une chapelle romane, située sur la commune de Semur-en-Brionnais, dans le département de Saône-et-Loire en France et inscrite monument historique. Elle fut église jusqu'en 1274, puis devient chapelle, rattachée à l'église de Semur-en-Brionnais.  Elle fait partie des églises romanes du Brionnais, département de Saône-et-Loire, région Bourgogne-Franche-Comté, sous l'influence de Cluny.

## Situation
Saint-Martin-la-Vallée est aujourd'hui un hameau de la commune de Semur-en-Brionnais, situé entre le centre historique de cette dernière commune et le bourg de Marcigny. Le site de la chapelle permet de découvrir, sur une hauteur, les monuments de Semur-en-Brionnais  et tout particulièrement le château-fort Saint-Hugues et l'église Saint-Hilaire.
Outre la chapelle, le hameau comprend un château, le château de la Vallée (il ne se visite pas).

## Histoire
Saint-Martin-la-Vallée était une paroisse indépendante qui remonte probablement au Xe siècle. Sous la Révolution française, Saint-Martin devient commune et le resta jusqu'en 1825. À cette date elle est fusionnée avec la commune de Semur-en-Brionnais. 

### Origine du nom « Saint-Martin »
Saint Martin de Tours est, en Bourgogne, un saint particulièrement populaire. On dénombre, dans les quatre départements de Bourgogne (Côte d'Or, Nièvre, Saône-et-Loire, Yonne), 192 paroisses dédiées à saint Martin.

### Création de l'église

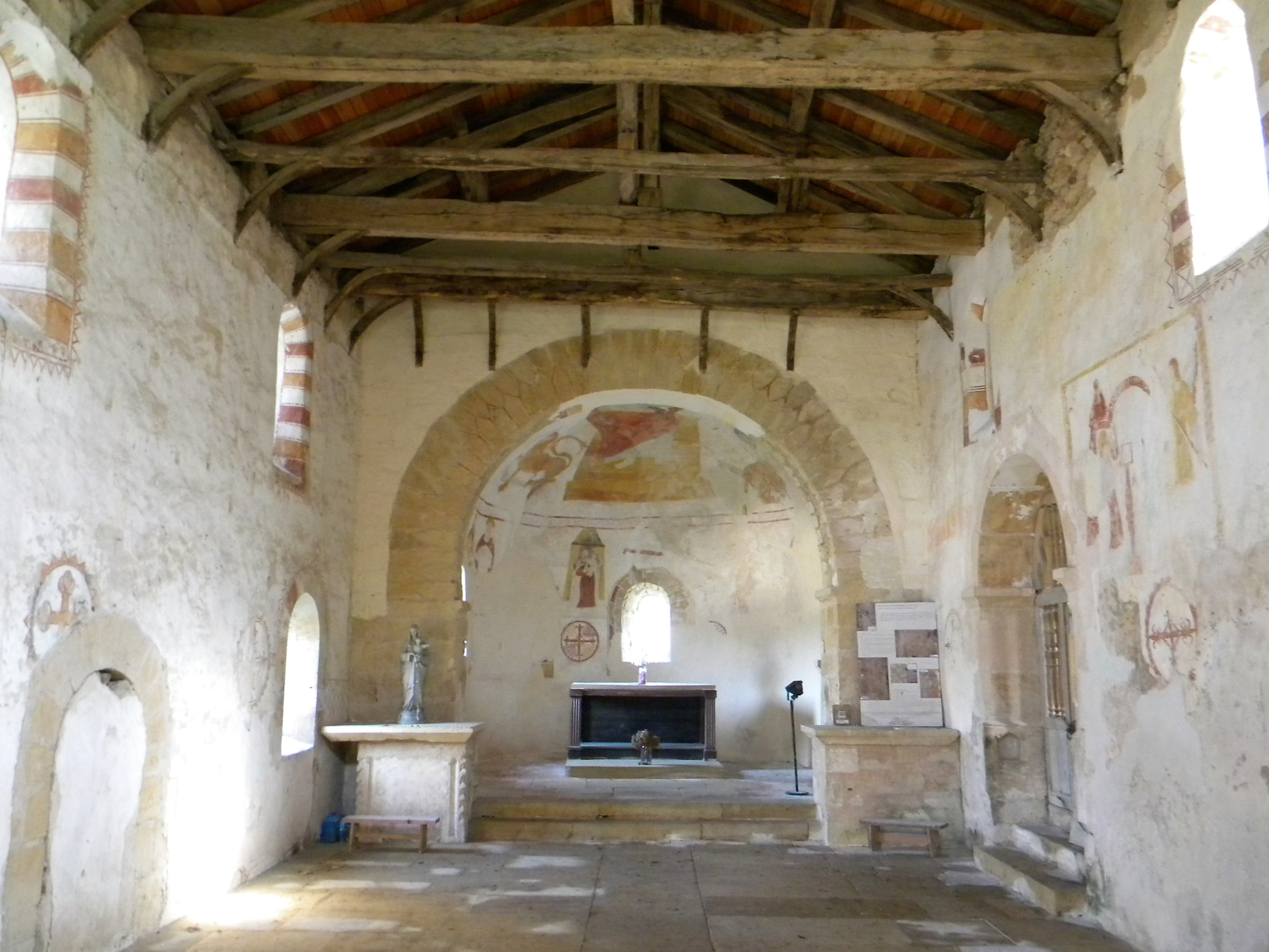
Intérieur de la chapelle

Avant 1274 la chapelle est église paroissiale. C'est la création du chapitre de Semur-en-Brionnais qui conduisit à ce qu'elle devienne simple chapelle, subordonnée à Saint-Hilaire de Semur. Elle fut édifiée de la fin du XIe siècle au début du XIIe siècle. Elle appartenait au baron de Semur. Elle fut modifiée au XVIe et au XVIIe siècle : peintures murales, modification de l'entrée principale, qui passe d'une porte en plein cintre à une porte rectangulaire.
La paroisse comprenait plusieurs hameaux : Rochefort, La Fay, les Cours, Vernay, la Cray. Un moulin était situé sur le ruisseau Grozélier (Merdasson), et il existait une fontaine avec de l'eau légèrement purgative.
L'édifice est protégé par une inscription en tant que monument historique par l'arrêté du 29 mars 1971.

## Description

### Extérieur de la chapelle

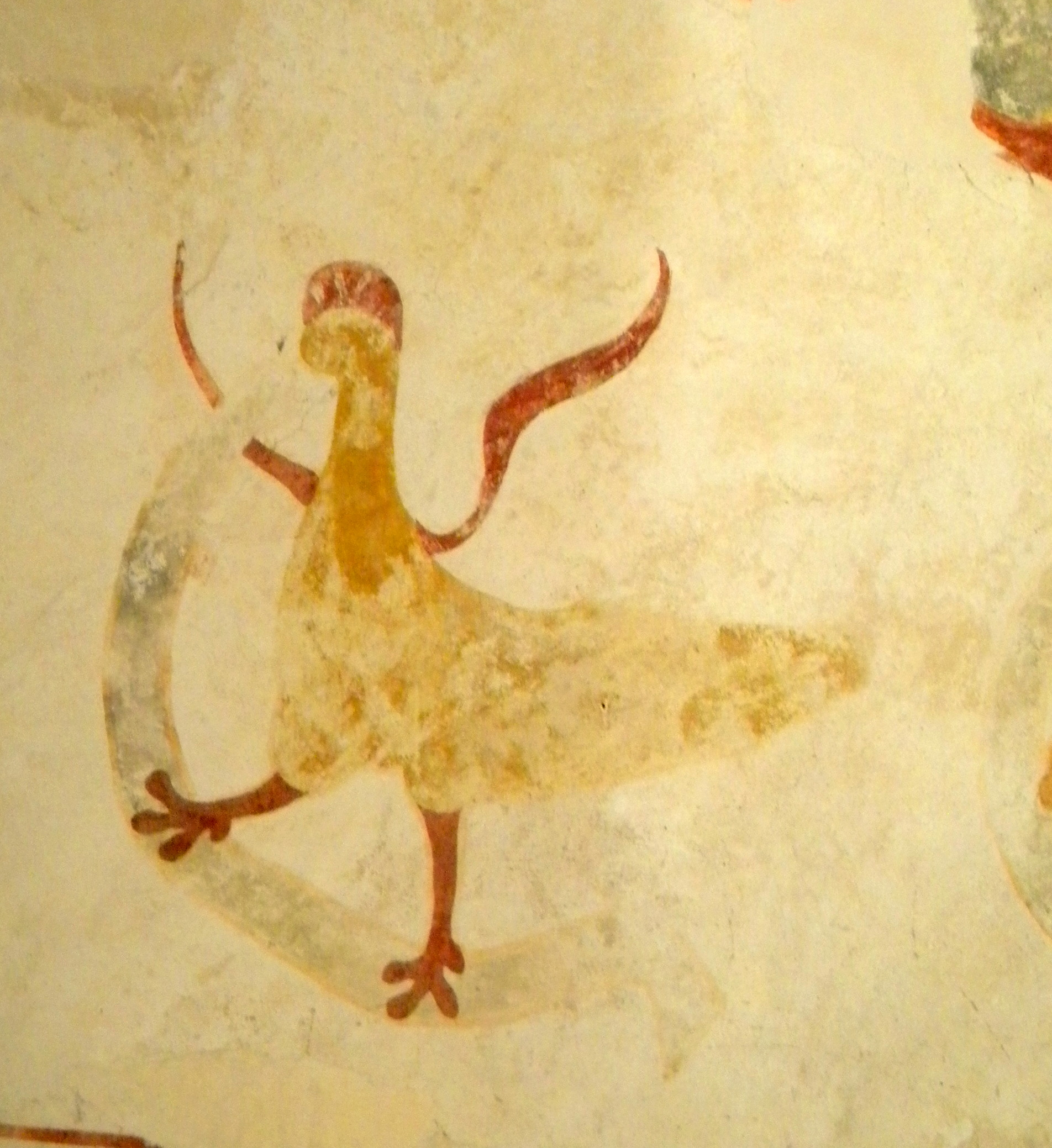
Chapelle de Saint-Martin-la-Vallée, peinture murale

Le clocher est la partie la plus originale de l'église car il ne surplombe pas le chœur mais est construit au sud de celui-ci (cette originalité se retrouve dans deux églises proches : celle de Saint-Maurice-les-Chateauneuf et celle de Saint-Martin-du Lac). Une absidiole est ajoutée à l'est du clocher. Le clocher est composé d'un soubassement ajouré, d'un étage percé de baies et d'une flèche à quatre pans recouverte d'ardoises. Mme Schneiter, dans son ouvrage, précise « qu'il se peut, d'après M. Oursel, que le clocher ait été construit après l'église, et que la petite pièce soit devenue une chapelle des seigneurs de Semur 
».

### Intérieur de la chapelle
La chapelle est à nef unique, avec une charpente apparente.
La nef ouvre sur le chœur par un arc en plein cintre. L'abside semi-circulaire est en « cul-de-four ».
Des travaux de restauration réalisés de 1999 à 2014 ont permis de refaire apparaître des peintures murales monumentales, visibles notamment dans le chœur (cul-de-four de l'abside orné d'un Christ en gloire, entouré du tétramorphe). Elles ont été réalisées à deux époques différentes : aux XIIe – XIIIe siècles (peintures romanes) et à la Renaissance (XVIe siècle).